# Mirabeau B. Lamar
Mirabeau Buonaparte Lamar, född 16 augusti 1798 nära Louisville i Georgia, död 19 december 1859 nära Richmond i Texas, var republiken Texas tredje president, en post han innehade från 1838 till 1841.